# Aeroportul Coonamble
Aeroportul Coonamble (IATA: CNB, ICAO: YCNM) este un aeroport din Coonamble⁠(d), Noul Wales de Sud, Australia. A fost numit după Coonamble⁠(d).
Situat la o altitudine de 182 m, aeroportul dispune de o singură pistă. Este operat de Coonamble Shire⁠(d).